# 宮澤祐介
宮澤 祐介（みやざわ ゆうすけ、1970年10月24日 - ）は、日本のアナウンサー、ジャーナリスト。
東京都豊島区出身。血液型A型。慶應義塾大学法学部卒業。コロンビア大学院国際関係学修士号取得。

## 略歴
1993年4月、TBSに入社。2000年12月、TBSを退社。2001年、アメリカ・コロンビア大学国際公共政策大学院に留学。2004年、コロンビア大学院国際関係学修士号を取得。日本に帰国。2008年9月、ブルームバーグに入社。

## 人物
大学ではボート部に所属していた。
1993年4月、TBSにアナウンサー28期生として入社（同期には初田啓介・雨宮塔子）。
主に報道・情報番組を担当。1994年10月から1996年5月まで平日の14時から放送されていたワイドショー番組『スーパーワイド』のサブ司会を担当。『スーパーワイド』終了後は夕方の報道番組『JNNニュースの森』でレポーターやディレクターとして活躍。
1999年7月に報道局に異動し報道記者へ。
2000年12月、TBSを退社。
2001年、アメリカ・コロンビア大学院に3年間留学し国際関係学修士号を取得。留学中にはNGOグループ・JENでインターン所属しアフガニスタンでの戦後復興支援活動紹介映像を制作する。
2004年、コロンビア大学院を修了し帰国後はNHK子会社のディレクターを務める。
2008年9月、ブルームバーグに入社、テレビニュース番組プロデューサー、資本市場担当英語記者を経てブルームバーグ L.P ブルームバーグニュース東京支局企業ニュース担当日本語エディター（2013年9月）。

## 出演番組
- スーパーワイド（1994年10月 - 1996年5月、TBS）サブ司会[5][8]
- JNNニュースの森（1996年6月 - 1999年6月、TBS）レポーター：ディレクターも担当し、週末版アシスタントだった岩井健浩のリリーフも担当[5][8]。